# Паштина Завада
Паштина Завада (слч. Paština Závada) насељено је мјесто са административним статусом сеоске општине (слч. obec) у округу Жилина, у Жилинском крају, Словачка Република.

## Становништво
| Година:    | 1994. | 2004.    | 2014.    | 2024.    |
| ---------- | ----- | -------- | -------- | -------- |
| Број људи: | 214   | 257      | 224      | 260      |
| Разлика:   |       | +20,09 % | -12,84 % | +16,07 % |

| Година:    | 2023. | 2024.   |
| ---------- | ----- | ------- |
| Број људи: | 259   | 260     |
| Разлика:   |       | +0,38 % |

Према подацима о броју становника из 2024. године насеље је имало 260 становника.